# Купа на Народна република България 1983/84
Тази страница представя турнира за Купата на Народна република България, проведен през сезон 1983/84 година. Победителят ѝ получава право на участие в турнира за КНК за следващия сезон.

## Предварителни кръгове
Разполагаме само с резултатите от финалния кръг.

## За 1 – 16 място

### I група
| Беласица (Петрич) | 2:1 и 1:4 | Хасково (Хасково) |
| Сливен (Сливен)   | 3:1 и 1:2 | Ботев (Враца)     |
| Беласица (Петрич) | 2:0 и 1:1 | Ботев (Враца)     |
| Сливен (Сливен)   | 5:3 и 2:5 | Хасково (Хасково) |

### II група
| Тракия (Пловдив)    | 2:1 и 1:1 | Черноморец (Бургас)   |
| Осъм (Ловеч)        | 3:0 и 1:1 | Загорец (Нова Загора) |
| Черноморец (Бургас) | 4:0 и 6:0 | Загорец (Нова Загора) |
| Тракия (Пловдив)    | 2:0 и 1:2 | Осъм (Ловеч)          |

### III група
| Етър (Велико Търново)  | 1:1 и 1:3 | Левски-Спартак (София) |
| Дунав (Русе)           | 2:0 и 2:2 | Локомотив (Пловдив)    |
| Левски-Спартак (София) | 2:0 и 5:0 | Локомотив (Пловдив)    |
| Дунав (Русе)           | 1:3 и 1:3 | Етър (Велико Търново)  |

### IV група
| ЦСКА Септемврийско знаме (София) | 6:0 и 1:1 | ЖСК-Спартак (Варна)              |
| Розова долина (Казанлък)         | 3:1 и 0:1 | Локомотив (София)                |
| Розова долина (Казанлък)         | 1:2 и 1:5 | ЦСКА Септемврийско знаме (София) |
| Локомотив (София)                | 0:1 и 0:1 | ЖСК-Спартак (Варна)              |

## За 1 – 4 място
| ЦСКА Септемврийско знаме (София) | 1:3             | Левски-Спартак (София) |
| Тракия (Пловдив)                 | 0:0 с дузпи 4:3 | Хасково (Хасково)      |

## За 3 – 16 място

### за 15 – 16
| Розова долина (Казанлък) | 1:0 | Загорец (Нова Загора) |

### за 13 – 14
| Ботев (Враца) | 2:1 | Локомотив (Пловдив) |

### за 11 – 12
| Осъм (Ловеч) | 4:2 прод. | Дунав (Русе) |

### за 9 – 10
| Сливен (Сливен) | 3:3 прод. и дузпи 7:6 | Локомотив (София) |

### за 7 – 8
| Етър (Велико Търново) | 4:1 | Черноморец (Бургас) |

### за 5 – 6
| ЖСК-Спартак (Варна) | 5:1 | Беласица (Петрич) |

### за 3 – 4
| ЦСКА Септемврийско знаме) | 2:0 | Хасково (Хасково) |

## Финал
| 2 май 1984, Стадион „Дружба“, гр. Кърджали, 30 000 зрители |     |                  |
|                                                            |     |                  |
| Левски-Спартак (София)                                     | 1:0 | Тракия (Пловдив) |

Голмайстор:
- 1:0 Емил Спасов (80 минута — дузпа)
- Съдия: К. Савов

- Левски-Спартак: Борислав Михайлов, Пл. Николов, Красимир Коев, П. Петров, Н. Илиев, Кр. Чавдаров, Руси Гочев, Пл. Цветков (63 - Емил Велев), Михаил Вълчев, Емил Спасов, Божидар Искренов (82 - Петър Курдов)
- Тракия (Пловдив): Димитър Вичев, Р. Юруков, Д. Младенов, Благой Блангев, Славчо Хорозов, Марин Бакалов, Костадин Костадинов (72 - И. Стойнов), В. Симов, Трифон Пачев (78 - Ал. Николов), Петър Зехтински, Атанас Пашев

## Крайно класиране за Купата на НРБ
- 1. Левски-Спартак (София)
- 2. Тракия (Пловдив)
- 3. ЦСКА Септемврийско знаме (София)
- 4. Хасково (Хасково)
- 5. ЖСК-Спартак (Варна)
- 6. Беласица (Петрич)
- 7. Етър (Велико Търново)
- 8. Черноморец (Бургас)
- 9. Сливен (Сливен)
- 10. Локомотив (София)
- 11. Осъм (Ловеч)
- 12. Дунав (Русе)
- 13. Ботев (Враца)
- 14. Локомотив (Пловдив)
- 15. Розова долина (Казанлък)
- 16. Загорец (Нова Загора)
- 17. Чирпан (Чирпан)
- 18. Спартак (Плевен)
- 19. Шумен (Шумен)
- 20. Славия (София)
- 21. Нефтохимик (Бургас)
- 22. Трявна (Трявна)
- 23. Миньор (Перник)
- 24. Спортист (Генерал Тошево)
- 25. Белослав (Белослав)
- 26. Лудогорец (Разград)
- 27. Локомотив (Мездра)
- 28. Арда (Кърджали)
- 29. Берое (Стара Загора)
- 30. Рилски спортист (Самоков)
- 31. Марица (Пловдив)
- 32. Балкан (Ботевград)
- 33. Черноломец (Попово)
- 34. Светкавица (Търговище)
- 35. Армеец (София)
- 36. Академик (Свищов)
- 37. Марек (Дупница)
- 38. Септемврийска слава (Михайловград)
- 39. Локомотив (Горна Оряховица)
- 40. Металург (Перник)
- 41. Черно море (Варна)
- 42. Пирин (Благоевград)
- 43. Бдин (Видин)
- 44. Добруджа (Добрич)
- 45. Доростол (Силистра)
- 46. Асеновец (Асеновград)
- 47. Еледжик (Ихтиман)
- 48. Янтра (Габрово)
- 49. Хебър (Пазарджик)
- 50. Хемус (Троян)
- 51. Пирин (Гоце Делчев)
- 52. Вихрен (Сандански)